# Table des caractères Unicode/U3040
Cette page contient des caractères spéciaux ou non latins. S’ils s’affichent mal (▯, ?, etc.), consultez la page d’aide Unicode.
Table des caractères Unicode U+3040 à U+309F.

## Hiragana
Syllabes (voyelles indépendantes, consonnes-voyelles, diphtongues) de l’écriture japonaise hiragana (ronde). Contient également les marques de voisement ou de semi-voisement partagées entre les écritures hiragana et katakana, qui modifient la consonne représentée dans une syllabe. Marques d’itération hiragana (simple ou voisée), et digraphe hiragana yori.
Note : Les caractères U+3099 et U+309A sont des signes diacritiques qui se combinent avec la lettre hiragana ou katakana qu’ils suivent. Ces signes sont ici présentés combinés à la syllabe hiragana na « な » (U+306A) à des fins de lisibilité.

### Table des caractères
| en fr  | 0  | 1  | 2  | 3  | 4  | 5  | 6  | 7  | 8  | 9  | A  | B  | C  | D  | E  | F  |
| ------ | -- | -- | -- | -- | -- | -- | -- | -- | -- | -- | -- | -- | -- | -- | -- | -- |
| U+3040 |    | ぁ | あ | ぃ | い | ぅ | う | ぇ | え | ぉ | お | か | が | き | ぎ | く |
| U+3050 | ぐ | け | げ | こ | ご | さ | ざ | し | じ | す | ず | せ | ぜ | そ | ぞ | た |
| U+3060 | だ | ち | ぢ | っ | つ | づ | て | で | と | ど | な | に | ぬ | ね | の | は |
| U+3070 | ば | ぱ | ひ | び | ぴ | ふ | ぶ | ぷ | へ | べ | ぺ | ほ | ぼ | ぽ | ま | み |
| U+3080 | む | め | も | ゃ | や | ゅ | ゆ | ょ | よ | ら | り | る | れ | ろ | ゎ | わ |
| U+3090 | ゐ | ゑ | を | ん | ゔ | ゕ | ゖ |    |    | な゙ | な゚ | ゛ | ゜ | ゝ | ゞ | ゟ |